# Parafia Narodzenia św. Jana Chrzciciela w Polskim Świętowie
Parafia Narodzenia świętego Jana Chrzciciela w Polskim Świętowie – parafia rzymskokatolicka, znajdująca się w diecezji opolskiej, w dekanacie Głuchołazy.